# Way Down East
Way Down East é um filme mudo norte-americano de 1920 em longa-metragem, do gênero drama, dirigido por D. W. Griffith e estrelado por Lillian Gish.

## Elenco
- Lillian Gish ... Anna Moore
- Richard Barthelmess ... David Bartlett
- Lowell Sherman ... Lennox Sanderson
- Burr McIntosh
- Kate Bruce
- Mary Hay ... Kate Brewster
- Creighton Hale ... O professor
- Emily Fitzroy ... Maria Poole, landlady
- Porter Strong ... Seth Holcomb
- George Neville
- Edgar Nelson